# كأس إنترتوتو 1971
كأس إنترتوتو 1971 هو الموسم 11 من كأس إنترتوتو. فاز فيه Stal Mielec ‏.